# Taklub
Taklub (Engels: Trap) is een Filipijnse film uit 2015, geregisseerd door Brillante Mendoza. De film ging in première op 19 mei op het Filmfestival van Cannes in de sectie Un certain regard en kreeg een Special Mention - Prize of the Ecumenical Jury. 

## Verhaal
Nadat supertyfoon Haiyan de stad Tacloban op het eiland Leyte, in de Filipijnen gepasseerd is, blijft er een grote ravage achter. Bebeth, Larry en Erwin, enkele van de overlevenden gaan op zoek naar de doden en het proberen het weinige te beschermen van wat overgebleven is. Een reeks van gebeurtenissen zal hun uithoudingsvermogen nog meer op de proef stellen.

## Rolverdeling
| Acteur       | Personage    |
| ------------ | ------------ |
| Nora Aunor   | Bebeth       |
| Julio Diaz   | Larry        |
| Lou Veloso   | Renato       |
| Aaron Rivera | Erwin        |
| Ruby Riuz    | Kagawad Duke |

## Productie
Nadat de Filipijnen in 2013 door de tyfoon Haiyan getroffen werden, vroeg het "Ministerie van milieu en natuurlijke hulpbronnen" aan regisseur Mendoza om een documentaire te maken over de natuurramp en de klimaatsverandering. Mendoza stelde voor om een speelfilm te maken over het onderwerp, wat meer impact zou hebben op het publiek.

## Prijzen en nominaties
| jaar | prijs                   | categorie                                                        | genomineerde(n)   | uitslag  |
| ---- | ----------------------- | ---------------------------------------------------------------- | ----------------- | -------- |
| 2015 | Filmfestival van Cannes | Un certain regard Prize of the Ecumenical Jury - Special Mention | Brillante Mendoza | Gewonnen |